# Bitter Blocker
Bitter Blocker – minialbum brytyjskiego zespołu hip-hopowego Skill Mega. Wydawnictwo ukazało się w sierpniu 2004 roku na 12 calowej płycie gramofonowej nakładem wytwórni muzycznej Cryogenic Records.

## Lista utworów
Opracowano na podstawie materiału źródłowego.
1. "Project Skill Mega" (produkcja: O.S.T.R., scratche: DJ Reptar, Rod Dixon, rap: Dan Fresh, Uncle Dickie, Witchdoctor Wise) - 4:42
2. "Gardening" (produkcja: O.S.T.R., rap: Dan Fresh, Reps, scratche: Rod Dixon) - 3:05
3. "Project Skill Mega" (produkcja: O.S.T.R., scratche: Rod Dixon) - 4:42 (utwór instrumentalny)
4. "Broken" (produkcja: O.S.T.R., rap: Dan Fresh, Reps, Witchdoctor Wise, scratche: Rod Dixon, gościnnie: Amanda Stevens) - 3:18
5. "Project Skill Mega (remix)" (produkcja: Chafka, scratche: Rod Dixon, rap: Dan Fresh, Uncle Dickie, Witchdoctor Wise) - 4:39
6. "Gardening" (produkcja: O.S.T.R., scratche: Rod Dixon) - 3:05 (utwór instrumentalny)